# Strandräuber
Als Strandräuber bezeichnet man Personen, die sich unrechtmäßig Strandgut aneignen, besonders nach gezieltem Strandenlassen fremder Schiffe. Strandraub war auf Grund des aus der Antike überkommenen Strandrechts unter gewissen Bedingungen bis zum Mittelalter erlaubt und kam tatsächlich bis ins 19. Jahrhundert an fast allen Küsten der Welt vor, inzwischen aber nur noch an den Küsten gescheiterter Staaten, die internationales Recht nicht durchsetzen können.

## Sozialer Hintergrund
Die „Aneignung“ (= Erwerb des Eigentums an einer herrenlosen Sache) und gegebenenfalls Veräußerung von Strandgut war in den über Jahrhunderte hinweg oft sehr armen Küstenregionen wie denen an der Nordsee und Ostsee ein wesentlicher Beitrag zur Existenzsicherung. Angetrieben wurden die meisten Strandräuber, regelmäßig Fischer und Kleinbauern, also durch ihre Armut. Das Strandgut bot ihnen eine notwendige Ergänzung des kargen Einkommens.

## Formen
Es gibt einerseits den „passiven“ Strandraub, auch als „Strandgang“ bezeichnet. Dabei wird der Spülsaum abgelaufen und das Strandgut angeeignet – einerseits natürliche Produkte wie Holz, und andererseits Gegenstände menschlicher Produktion wie Kleider, Wertgegenstände, Ausrüstung und Geräte oder ganze Schiffe. Er ähnelt dem einfachen Wilddiebstahl.
Die seltener verbreitete und mit wesentlich höherer krimineller Energie betriebene Form der Strandräuberei ist die „aktive“: Mit falschen Leuchtfeuern werden bewusst Schiffe auf Untiefen, Riffe oder auf den Strand gelockt und dann geplündert. Das fand auch in den zivilisierten Teilen der Welt erst im 19. Jahrhundert durch den flächendeckenden Bau von Leuchttürmen an den Küsten, die Herausgabe aktueller Seekarten und weitere Navigationshilfen ein Ende. Aus verschiedenen Gründen können bei dieser Art von Strandraub zunächst überlebende Schiffbrüchige doch noch den Tod finden. Weil beispielsweise das Strandrecht in der Regel vorsah, dass ein angestrandetes Schiff erst dann in das Eigentum des Finders überging, wenn die Besatzung umgekommen war, wurde die Erfüllung dieser Bedingung von den Strandräubern manchmal selbst herbeigeführt. Überlebende können dem Räuber zudem durch eine Anzeige gefährlich werden – was die Rücksichtslosigkeit der Strandräuber weiter erhöht. Etwas mehr Glück hatten dabei solche Schiffbrüchige, die wie an vielen niedersächsischen Küsten noch bis ins dreizehnte Jahrhundert üblich, zu Leibeigenen gemacht wurden.

## Rechtliche Einordnung
Ursprünglich hatten die Küstenbewohner in vielen Regionen der Welt durch Gewohnheit das Recht, den Strand nach eigenem Gutdünken zu nutzen. In den durch die Antike geprägten Ländern konnten sie sich zudem auf das Strandrecht und davon abgeleitete Normen der weltlichen und kirchlichen Obrigkeit berufen. Voraussetzung zur Aneignung des Fundes war allerdings immer die Herrenlosigkeit, beispielsweise durch Tod des ursprünglichen Eigentümers.
Für den passiven Strandraub, also den „Strandgang“, gab und gibt es nahezu kein Unrechtsbewusstsein: Aus Sicht des Strandgängers nimmt er sich nur, was ihm die Natur schenkt, indem sie es an den Strand spült. Er durfte sich in dieser Auffassung bestätigt fühlen, da die Obrigkeit solche Aktivitäten oft gegen Entgelt oder Naturalien duldete. Für den aktiven Strandraub konnte ein solches gutes Gewissen nicht geltend gemacht werden, er galt stets als Unrecht. Bei ihm unterscheidet sich der Strandraub vom Seeraub, der Piraterie, lediglich dadurch, dass beim ersteren der Täter von der Küste aus handelt.
Das Strandrecht wurde in Europa ab dem 12. Jahrhundert durch die Obrigkeit immer wieder für ungültig erklärt oder zumindest christlichen Vorstellungen angepasst, indem das Recht des Schiffseigners oder Schiffbrüchigen zunehmend gestärkt, das des Finders entsprechend eingeschränkt wurde. Das bedeutete für die Küstenbewohner nicht nur eine wesentliche Minderung ihres Einkommens, sie empfanden es häufig auch als Anmaßung und Bevormundung durch die ohnehin ungern ertragene Obrigkeit vom Festland. Detlev von Liliencron lässt daher den Sylter Fischer Pidder Lüng gegenüber dem dänischen Amtmann fordern:
„frii es de Strönthgang“ – frei ist (sei) der Strandgang.
„Allein eben die Wiederholungen des Verbots und das Bestreben, durch besondere einzelne Freibriefe dagegen geschützt zu werden, beweisen die Rückfälle in das alte Übel.“ – diese Verbote hatten also zunächst nur begrenzte Wirkung.
Es gilt in den meisten Fällen für Strandgut das Fundrecht. An manchen Küsten ist das Gefundene einem vom Staat eingesetzten Strandvogt, dem Zoll oder einer sonstigen Behörde zu melden oder zu übergeben.

## Medien
- 1906 verfasste Ethel Smyth eine Oper unter dem Titel The Wreckers (dt. Strandrecht).
- Daphne du Maurier: Jamaica Inn (1936), als Hodder Adults Audiobooks, ISBN 1-840-32783-9 (englische Fassung).
- Alfred Hitchcock: Jamaica Inn (dt. „Riff-Piraten“, 1939) nach der Romanvorlage von Daphne du Maurier, ein für ihn ungewohnter „Kostüm-Film“ über eine Bande, die Schiffe mit falschen Feuerzeichen auf die Felsen lockt, um sie anschließend nach dem Strandrecht auszurauben.
- Strandpiraten (Originaltitel: The Beachcombers), eine kanadische Fernsehserie, 1972–1989
- Enid Blyton: Five Go Down to the Sea (dt. „Fünf Freunde verfolgen die Strandräuber“) (engl. 1953, dt. 1961), in der Reihe Fünf Freunde, Bertelsmann, ISBN 3-570-21228-9.